# Lisa Korspeter

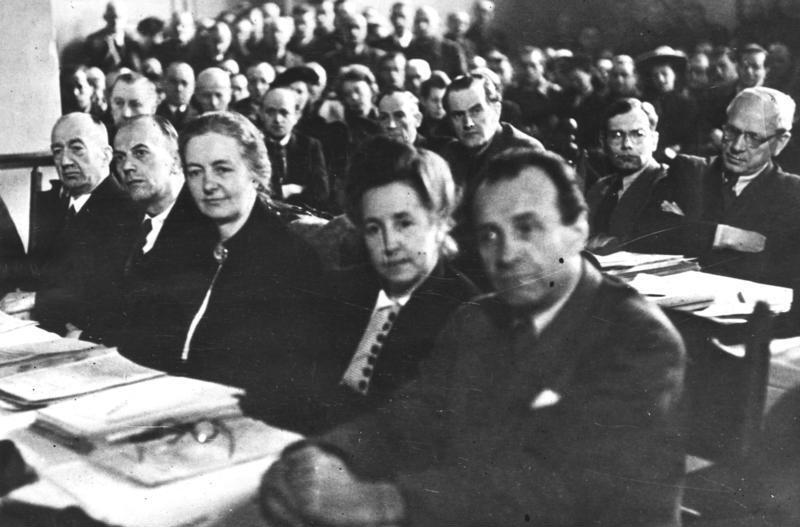
Lisa Korspeter 1948 (Zweite von rechts)

Lisa Korspeter geb. Zwanzig (* 31. Januar 1900 in Großörner; † 8. Oktober 1992 in Celle) war eine deutsche Politikerin (SPD). Sie war Mitglied des Deutschen Bundestages von 1949 bis 1969.

## Leben und Beruf
Lisa Zwanzig war die Tochter eines Direktors eines Kalibergwerks. Sie gehörte dem Wandervogel an. Nach dem Besuch des Lyzeums wurde sie zur Kindergärtnerin ausgebildet und absolvierte eine Ausbildung zur Jugend- und Wohlfahrtspflegerin an der Sozialakademie in Düsseldorf. Anschließend arbeitete sie bis zu ihrer Heirat 1929 als Jugendfürsorgerin. So war sie als Jugendwohlfahrtspflegerin in den Armenvierteln in Guben tätig. Sie engagierte sich im Deutschen Textilarbeiterverband und war Vorsitzende des Gauausschusses Hannover/Bremen für Arbeiterinnenfragen. 1928 wurde sie Mitglied der SPD.
1929 heiratete Lisa Zwanzig den leitenden Zeitungsredakteur der Bielefelder Volkswacht Wilhelm Korspeter. Sie zog nach Bielefeld, wo sie für die SPD im Stadtrat saß. Ebenfalls war sie im SPD-Bezirk Bielefeld in der Frauenarbeit tätig.
Während der Verfolgung im sogenannten „Dritten Reich“ betrieb Lisa Korspeter einen Lebensmittelladen.
Nach dem Zweiten Weltkrieg baute sie eine Frauenorganisation in Magdeburg auf. Als sie wegen des Protestes gegen die Zwangsvereinigung von SPD und KPD zur SED drangsaliert wurde, floh sie 1946 nach Hannover.

## Partei
Bereits in der Weimarer Republik gehörte Korspeter ab 1928 der SPD an. In Bielefeld war sie für die SPD in der Frauenarbeit tätig.
Ab 1945 beteiligte sie sich am Wiederaufbau der SPD, zunächst in Magdeburg, später in Hannover. 1948 wurde sie Beisitzerin im Bezirksvorstand der SPD in Hannover dem sie bis 1966 angehörte. Sie war in Hannover auch Vorsitzende des Bezirksfrauenausschusses und gehörte dem Bundesfrauenausschuss der SPD in Bonn an. Lisa Korspeter gehörte zu den Mitbegründerinnen der Arbeitsgemeinschaft sozialdemokratischer Frauen (AsF) im Bezirk Hannover. Sie schrieb auch Aufsätze in dem von der SPD-Frauensekretärin Herta Gotthelf herausgegebenen Informationsblatt Die Genossin.

## Abgeordnete
Korspeter war 1947/48 Mitglied des Zonenbeirates der Britischen Besatzungszone und 1948/49 des Wirtschaftsrates der Bizone sowie des Rates der Stadt Hannover. Sie gehörte dem Deutschen Bundestag seit dessen erster Wahl bis 1969 an. 1949 und 1953 gewann sie das Direktmandat im Wahlkreis Celle und danach zog sie stets über die Landesliste der SPD Niedersachsen ins Parlament ein. Vom 14. Dezember 1967 bis zum Ende der Legislaturperiode war sie stellvertretende Vorsitzende des Bundestagsausschusses für Kriegs- und Verfolgungsschäden, seit dem 3. Juni 1969 auch Vorsitzende des Bundestagsausschusses für Angelegenheiten der Heimatvertriebenen und Flüchtlinge.
Daneben war Korspeter von 1948 bis 1949 Ratsfrau in Hannover. Dort gehörte sie dem Gesundheits- und Krankenhausausschuss an. Von 1968 bis 1976 gehörte sie dem Rat der Stadt Celle an, wo sie bis zu ihrem Tod seit 1968 lebte, nachdem ihr Mann verstorben war. Dort gehörte sie dem Sozialausschuss und dem Jugendwohlfahrtsausschuss an.
In Celle saß sie zwischen 1970 und 1976 im Vorstand des Allgemeinen Krankenhauses Celle und im Kuratorium des evangelischen Kinderheims. Sie wurde auch zur Ehrenpräsidentin im Bund der Mitteldeutschen gewählt.

## Auszeichnungen und Ehrungen
- 1965: Großes Bundesverdienstkreuz[1]
- 1985: Ehrenteller des Landkreises Celle

In Celle ist die Lisa-Korspeter-Straße nach ihr benannt. Das Parteihaus des SPD-Unterbezirks Celle am Großen Plan in der Celler Altstadt trägt seit dem 1. Mai 2011 den Namen „Lisa-Korspeter-Haus“.